# Dịch vụ y tế và dinh dưỡng học đường

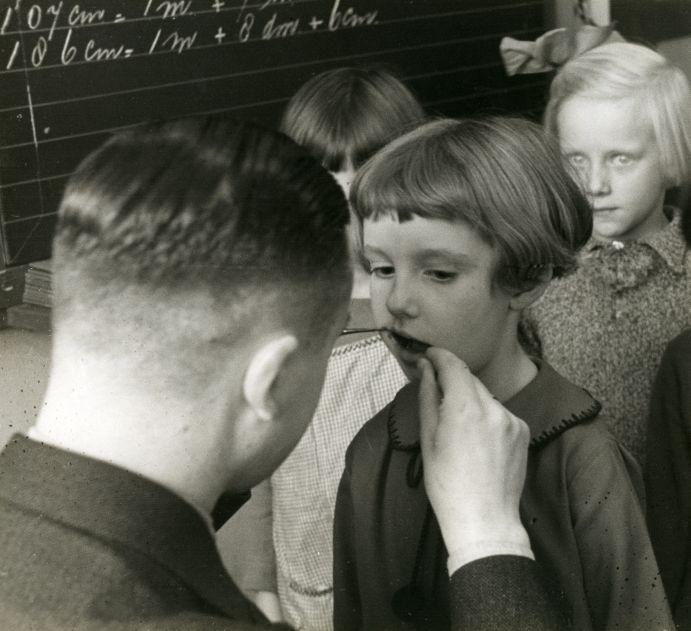
Nha sĩ học đường kiểm tra răng cho trẻ em ở Hà Lan, năm 1935.

Dịch vụ y tế và dinh dưỡng học đường là những dịch vụ được cung cấp thông qua hệ thống trường học nhằm cải thiện sức khỏe và hạnh phúc cho trẻ em, trong một số trường hợp bao gồm cả gia đình và cộng đồng rộng lớn hơn. Những dịch vụ này được phát triển theo nhiều cách khác nhau trên toàn cầu nhưng các nguyên tắc nền tảng là không hề thay đổi: phát hiện sớm, chữa trị, phòng ngừa và kiểm soát bệnh tật, khuyết tật và lạm dụng mà trẻ em trong độ tuổi đi học có thể mắc phải.

## Bối cảnh
Các số liệu thống kê cho thấy rằng nhiều học sinh gặp khó khăn trong quá trình học tập vì thiếu sức sống về thể chất. Vào năm 1920, người ta đã phát hiện việc rất nhiều học sinh tại các trường học ở Brooklyn, New York đã bị buộc phải ở lại lớp, với chi phí trung bình mỗi khóa học cho một học sinh là 40 đô la, quận đã phải tiêu tốn mất 2.000.000 đô la. Trên cơ sở này, các tổ chức xã hội đã yêu cầu thành phố dành ra số tiền 100.000 đô la để hỗ trợ thêm cho hoạt động y tế tại các trường học. Trong số 252.000 học sinh được khám sức khỏe  tại thành phố New York năm 1919, 74% trẻ có các vấn đề chính gồm khuyết tật về thể chất, vấn đề về răng miệng và thị lực.

## Bộ công cụ của Unesco
Unesco đã xuất bản một bộ công cụ, để hỗ trợ cho khung FRESH, nhằm mục đích hướng dẫn cho những tổ chức muốn xây dựng các chương trình dịch vụ y tế học đường trên toàn thế giới. Được thiết kế chủ yếu dành cho các quốc gia đang phát triển , bộ công cụ này tập trung chú trọng vào các vấn đề sức khỏe như:
- HIV/AIDS
- Thực phẩm và dinh dưỡng
- Giun sán và vệ sinh
- Bệnh sốt rét
- Bạo lực
- Chất gây nghiện, thuốc lá và rượu bia